# Jacopo Acciaiuoli

Stemma degli Acciaiuoli

Jacopo Acciaioli (... – Firenze, 1356) è stato un politico italiano, membro della famiglia fiorentina degli Acciaiuoli, figlio di Donato Acciaiuoli il vecchio.

## Biografia
Tra gli incarichi politici si ricordano:
- Capitano nella Val di Greve nel 1336[1]
- Ufficiale assegnatario della custodia dei valichi degli Appennini nel 1337[1]
- Gonfaloniere di Compagnia nel 1340[1]
- Membro della magistratura degli Assunti di Lucca nel 1341[1]
- Gonfaloniere di Firenze nel 1341.[1]

## Matrimonio e discendenza
Si sposò con Bartolomea Ricasoli e fu padre di 8 figli:
- Donato;
- Bindaccio (che visse a Napoli e ad Atene dopo il 1381);
- Giovanni (morto nel 1363), religioso;
- Neri I
- Angelo vescovo di Firenze e cardinale;
- Andreina (della quale ci è giunto il testamento datato 6 giugno 1411);
- Caterina;
- Sigismonda.